# Jalupang Mulya
Jalupang Mulya is een bestuurslaag in het regentschap Lebak van de provincie Banten, Indonesië. Jalupang Mulya telt 3094 inwoners (volkstelling 2010).